# قائمة مطارات كندا

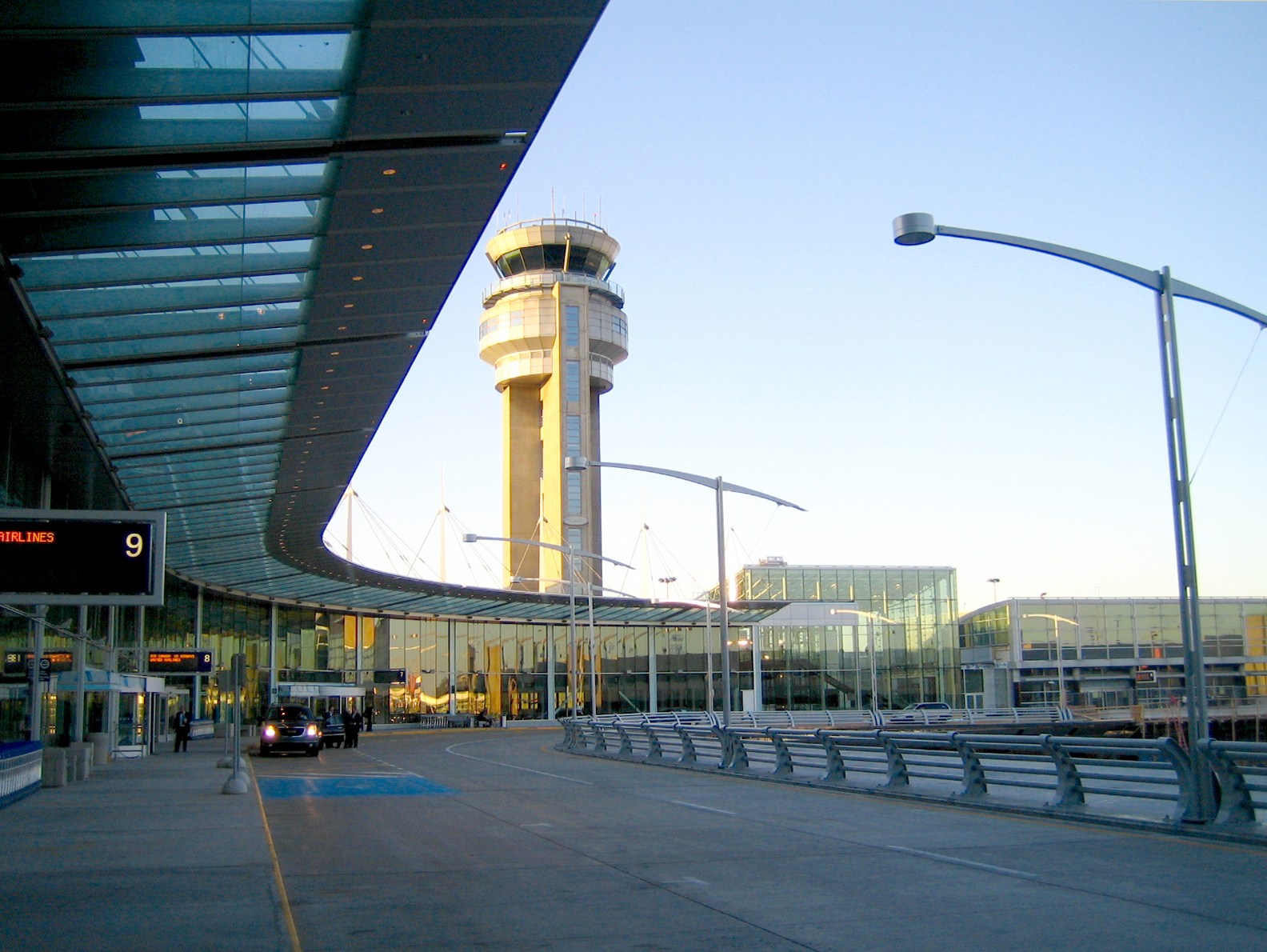
مطار مونتريال الدولي

المطار هو مرفق إقلاع ووصول الطائرات وبه بشكل أساسي مدرج هبوط وقد يتميّز بمواصفات خاصة تتناسب مع حجم ونوع الطائرات التي تستخدم المطار.

## قائمة مطارات كندا
تحتوي هذه القائمة على أسماء مطارات في كندا.
- مطار تورونتو بيرسون الدولي
- مطار فانكوفر الدولي
- مطار أبوتسفورد الدولي
- مطار أكوليفيك
- مطار مدينة اليورانيوم
- مطار هاليفاكس الدولي
- مطار مونتريال الدولي
- مطار تورونتو بيرسون الدولي
- يونيون بيرسون إكسبريس
- الخطوط الجوية الفرنسية الرحلة 358